# Metahemoglobina

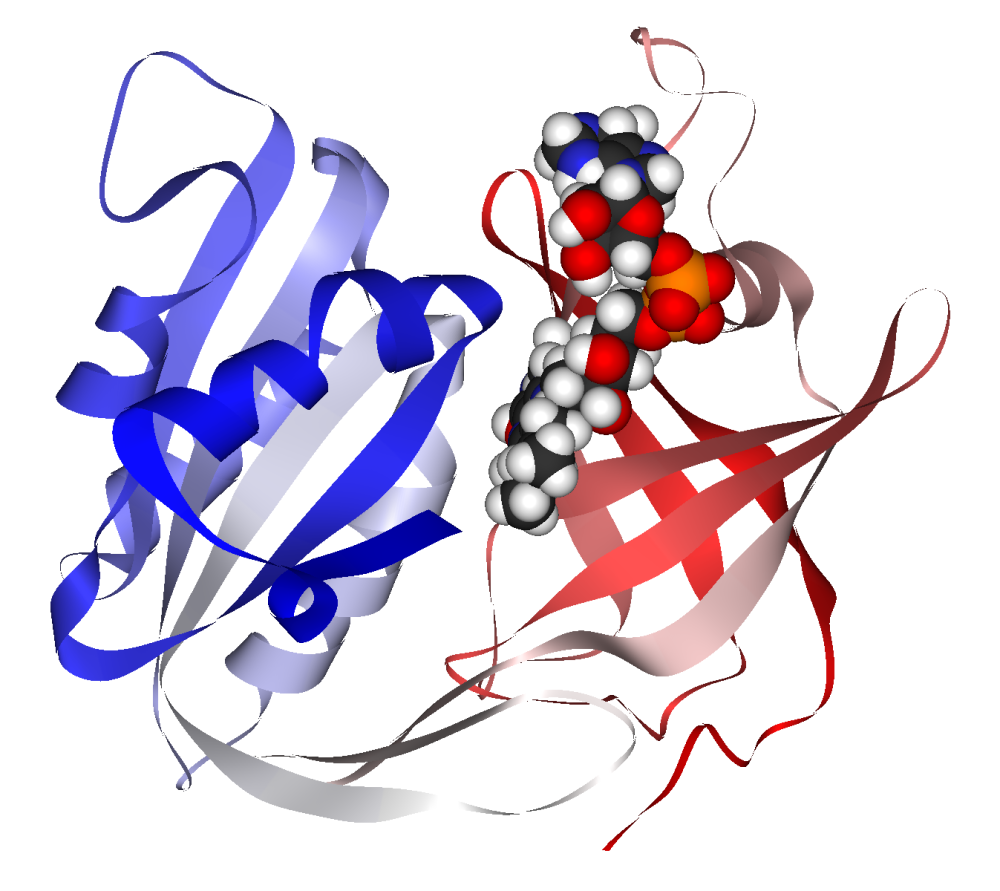
Estructura de l'enzim que converteix la metaemoglobina a hemoglobina

La methemoglobina és una forma de l'hemoglobina en la qual el ferro del grup hemo es troba en l'estat fèrric (Fe3+) i no pas en l'estat ferrós (Fe2+) de l'hemoglobina normal. La metahemoglobina no es pot enllaçar amb l'oxigen, al contrari de l'oxihemoglobina. És de color marronós. Dins la sang humana, en quantitats traça, és normal que hi hagi metahemoglobina. Però quan es presenta en excés la sang presenta un color anormal de color marró blavenc fosc. L'enzim depenent del NADH, metahemoglobina reductasa (diaforasa I) és el responsable de convertir la metahemoglobina en hemoglobina una altra vegada.
Normalment el percentatge en què es troba la metahemoglobina dins l'hemoglobina és d'1 a 2% i un percentatge més alt pot ser causat per la genètica o per exposició a diversos productes químics i segons el seu nivell pot ocasionar problemes en la salut coneguts com a metahemoglobinèmia.